# 卡姆揚卡 (巴拉什市鎮)
50°48′40″N 28°7′58″E / 50.81111°N 28.13278°E
卡姆揚卡（烏克蘭語：Кам'янка）是位於烏克蘭北部的村莊，由日托米爾州茲維亞赫爾區的巴拉什市鎮負責管轄。該村面積1.42平方公里，海拔高度193米，2001年人口420，人口密度每平方公里296.19人。